# Brahmari
Brahmari, ook wel de zoemende ademhaling, is een pranayama (ademhalingstechniek) in yoga.
Bij Brahmari wordt gebruikgemaakt van de neusademhaling door beide neusgaten en hij is geschikt voor beginnende yogi's. Bij deze pranayama is de stemspleet gedeeltelijk afgesloten, waardoor er een snurkend geluid ontstaat bij de inademing. Bij de uitademing wordt er een zoemend geluid gemaakt, waardoor de uitademing verlengd kan worden. Brahmari wordt ongeveer vijftien maal herhaald.
Deze pranayama zou vooral ook geschikt zijn voor zwangere vrouwen, als voorbereiding op de weeën. Verder zou het goed voor de stembanden zijn en de stem helderder laten klinken, waardoor yogi's hem aanraden voor zangers.
volledige ademhaling · middenrifademhaling · flankademhaling · sleutelbeenademhaling · mondademhaling · neusademhaling

abhyantara bahya stambha vritti · activerende ademhaling · agni prasana · anuloma · anuloma viloma · bhastrika · brahmari · chandra bhedana · chatur mukhi · dirgha sukshma · kapalabhati · kevala kumbhaka · kumbhaka · murcha · nadi sodhana · ohm sahita rechaka · plavini · prachhardana · prana apana samyukta · pratiloma · sahita kumbhaka · sama vritti · samanu · sapta vyahrita · sargarbha sahita kumbhaka · sarva dwara baddha · sithali · sitkari · stambha vritti · sukha purvaka · suksama shwasa prashwasa · surya bhedana · tri bandha kumbhaka · ujjayi · vaya viya kumbhaka · viloma · visama vritti